# Львівська духовна семінарія ПЦУ
Львівська духовна семінарія — вищий спеціальний навчальний заклад, який готує священослужителів Православної церкви України розташований у місті Львів. Термін навчання тут становить 4 роки. До семінарії приймаються особи чоловічої статі віком від 18 до 35 років, які мають середню і вищу освіту; неодружені чи одружені першим шлюбом. До об'єднавчого собору семінарія готувала священників для УАПЦ.
Адреса: 79008, м. Львів, вул. Федорова, 11

## Керівництво
- Ректор – митрофорний протоієрей Василь Луцишин